# National Board of Review Awards 1933
La 5ª edizione dei National Board of Review Awards si è tenuta nel 1933.

## Migliori dieci film
- Cavalcata (Cavalcade), regia di Frank Lloyd
- Lady Lou (She Done Him Wrong), regia di Lowell Sherman
- Mama Loves Papa, regia di Norman Z. McLeod
- Montagne russe (State Fair), regia di Henry King
- Piccole donne (Little Women), regia di George Cukor
- Il piffero magico (The Pied Piper), regia di Wilfred Jackson
- La strana realtà di Peter Standish (Berekely Square), regia di Frank Lloyd
- Three Cornered Moon, regia di Elliott Nugent
- Topaze, regia di Harry d'Abbadie d'Arrast
- Zoo in Budapest, regia di Rowland V. Lee

## Migliori film stranieri
- L'inferno dei mari (Morgenrot), regia di Vernon Sewell, Gustav Ucicky
- Ivan, regia di Aleksandr Petrovič Dovženko
- M - Il mostro di Düsseldorf (M - Eine Stadt sucht einen Mörder), regia di Fritz Lang
- Niemandsland, regia di Victor Trivas
- Pel di carota (Poil de Carotte), regia di Julien Duvivier
- Per le vie di Parigi (Quatorze Juillet), regia di René Clair
- Rome Express, regia di Walter Forde
- Le sang d'un poète, regia di Jean Cocteau
- Le sei mogli di Enrico VIII (The Private Life of Henry VIII), regia di Alexander Korda
- Was wissen denn Männer, regia di Gerhard Lamprecht

## Premi
- Miglior film: Topaze, regia di Harry d'Abbadie d'Arrast